# أنجيلا كولين
أنجيلا كولين (من مواليد 5 أغسطس 1974) هي أخصائية علاج طبيعي نيوزيلندية ولاعب هوكي ميدان سابق. منذ عام 2015 عملت في هينتسا بيرفورمانس وهي مرتبطة بفريق مرسيدس بنز في الفورمولا واحد. اشتهرت بأنها أخصائية العلاج الطبيعي وصديقة لسائق الفورمولا ون لويس هاميلتون.

## السيرة الشخصية
ولد في ديفونبورت نيوزيلندا عام 1974، لعبت كولين الهوكي على المستوى الدولي لنيوزيلندا بين سن 15 و21 عامًا. حاصلة على إجازة في العلوم الصحية والعلاج الطبيعي. 
عملت كولين في المعهد الإنجليزي للرياضة في لندن كأخصائي علاج طبيعي كبير، حيث دعم الفريق الأولمبي البريطاني وألعاب القوى في المملكة المتحدة وفريق الترياتلون البريطاني وعملاء آخرين من الشركات. في الفريق الأولمبي البريطاني عملت مع عداءين 100 متر و200 متر وفريق تتابع 4 × 100 متر، وواصل الأخير الفوز بميدالية ذهبية في دورة الألعاب الأولمبية الصيفية لعام 2004 في أثينا.
قامت كولين بجولة بالدراجة في عام 2006 من تييرا ديل فويغو إلى كولومبيا، وركوب الدراجات لمسافة تصل إلى 155 ميلاً في اليوم. أصبحت فيما بعد مستشارة أولى لـ سبارك في نيوزيلندا. عملت كولين أيضًا مع أكاديمية نيوزيلندا للرياضة والرياضة في نيوزيلندا.
في عام 2015 انضمت كولين إلى شركة هينتسا بيرفورمانس. بعد رحيل مدير لويس هاميلتون مارك هاينز ووفاة الدكتور آكي هنتسا أثار أحد الزملاء فرصة أن يصبح معالجًا فيزيائيًا ومساعدًا لهاملتون. تولت كولين الدور في عام 2016 حيث تم وصفه أيضًا بأنه السائق والمقرب.

## الحياة الشخصية
كولين متزوجة ولها طفلان ابن وابنة، ويعيشون في منطقة جبال الألب في فرنسا. تقدر ثروتها الصافية بـ 15 مليون دولار.